# Александра Давид-Неел
Александра Давид-Неел, с рождено име Луиз Йожени Александрин Мари Давид, е френско-белгийска пътешественичка, анархистка и теософка.
Пребивава в Африка и Азия (Индия, Сиким, Япония и Тибет). Авторка е на редица пътеписи от тези места. На 21-годишна възраст посещава лекциите в Сорбоната по източните езици, както и сбирките на Теософското общество. Членува във феминистки, масонски и анархистически общности в Париж.
От ранните си години се интересува от необичайни и увлекателни четива като приключенските романи на Жул Верн и слуша разказите на познатия географ Елизе Реклю за страните, в които е пребивавал. Благодарение на него е „заразена с вируса“ на анархизма и атеизма, както и на окултизма.
В детството си избягва от родителите си и пътешества във Франция и Испания на велосипед. Обучава се в католическото училище и Брюкселската консерватория. Пее добре и дава надежда като пианист. По-късно родителите я изпращат в Лондон за повишаване на нейната квалификация като инструменталист. Там се запознава с основателката на теософското общество Елена Блаватска, която заинтересува Александра с разказите си за Тибет.
През 1888 г. Александра е посветена във „Великата символическа шотландска ложа на Франция“, която сменя своето име през 1902 г. на Международен смесен масонски орден на истинския човек. Достига посвещение в 30-та степен на Древния и приет шотландски устав. През 1890 г. заминава за Индия. По-късно в Тунис среща железопътния инженер Филип Неел, за когото се омъжва през 1904 г. Следва дълго и рисковано пътешествие в Азия, където изучава мистичните традиции на Северния будизъм. В Сиким среща и осиновява Йонгден, който е неин спътник повече от 40 години.
Доктор по философия от Санскритския колеж в Калкута от 1912 г. Първи докторат на жена от Европа. Научна сфера: лингвистика, окултизъм, етнография, сравнителна религия и ориенталистика.

### На български език
- Неел, Александра Давид. Тибет – магия и тайна.   София, Пейо Яворов, Дамян Яков, 1994. ISBN 9545272803. с. 326.
- Неел, Александра Давид. Любов и черна магия.   София, Труд, 2003. ISBN 9789545283987. с. 224.
- Неел, Александра Давид. Силата на бездната.   София, Труд, 2004. ISBN 9545284617. с. 189.
- Александра Давид-Неел, Лама Йонгден. Ламата на петте мъдрости.   София, Труд, 2004. ISBN 9545284838. с. 379.
- Неел, Александра Давид. Моето пътуване до Лхаса.   София, Прозорец, 2008. ISBN 9789547336025. с. 352.

### На френски език
- 1898 Pour la vie
- 1911 Le modernisme bouddhiste et le bouddhisme du Bouddha
- 1927 Voyage d'une Parisienne à Lhassa (1927, Mоето пътуване до Лхаса)
- 1929 Mystiques et Magiciens du Tibet (1929)
- 1930 Initiations Lamaïques
- 1931 La vie Surhumaine de Guésar de Ling le Héros Thibétain
- 1933 Grand Tibet; Au pays des brigands-gentilshommes
- 1935 Le lama au cinq sagesses
- 1938 Magie d'amour et magic noire; Scènes du Tibet inconnu (Тибетски загадки: любов и черна магия)
- 1939 Buddhism: Its Doctrines and Its Methods
- 1940 Sous des nuées d'orage; Recit de voyage
- 1949 Au coeur des Himalayas; Le Nepal
- 1951 Ashtavakra Gita; Discours sur le Vedanta Advaita
- 1951 Les Enseignements Secrets des Bouddhistes Tibétains
- 1951 L'Inde hier, aujourd'hui, demain
- 1952 Textes tibétains inédits
- 1953 Le vieux Tibet face à la Chine nouvelle
- 1954 La puissance de néant, by Lama Yongden

### Граматика на говоримия тибетски език
- 1958 Avadhuta Gita
- 1958 La connaissance transcendente
- 1961 Immortalite et reincarnation: Doctrines et pratiques en Chine, au Tibet, dans l'Inde
- L'Inde où j'ai vecu; Avant et après l'independence
- 1964 Quarante siècles d'expansion chinoise
- 1970 En Chine: L'amour universe! et l'individualisme integral: les maitres Mo Tse et Yang Tchou
- 1972 Le sortilège du mystère; Faits étranges et gens bizarre rencontrés au long de mes routes d'orient et d'occident
- 1975 Vivre au Tibet; Cuisine, traditions et images
- 1975 Journal de voyage; Lettres à son Mari, 11 août 1904 – 27 decembre 1917. Vol. 1. Ed. Marie-Madeleine Peyronnet
- 1976 Journal de voyage; Lettres à son Mari, 14 janvier 1918 – 31 decembre 1940. Vol. 2. Ed. Marie-Madeleine Peyronnet
- 1979 Le Tibet d'Alexandra David-Neel
- 1981 Secret Oral Teachings in Tibetan Buddhist Sects
- 1986 La lampe de sagesse